# Ceracini
Ceracini — триба листовёрток из подсемейства Tortricinae.

## Описание
Бабочки сравнительно крупных размеров; размах крыльев от 30 до 40 мм. Крылья с ярким рисунком из многочисленных желтоватых точек и пятен по буроватому фону.

## Систематика
В составе трибы:
- роды: Bathypluta — Cerace — Eurydoxa — Pentacitrotus